# Universitat d'Andorra
La Universitat d'Andorra (abreujat UdA) és la institució pública d'ensenyament superior del Principat d'Andorra. El setembre de l'any 1988, va començar el primer curs de la diplomatura d'Infermeria a l'Escola Universitària d'Infermeria situada a Andorra la Vella. Al mateix temps, s'impartia la primera classe del diploma professional avançat en Informàtica de gestió a l'Escola d'Informàtica de Sant Julià de Lòria. Aquelles primeres classes van ser l'inici de l'ensenyament superior a Andorra, i també de la Universitat d'Andorra, que naixeria formalment el 1997 de la integració de les dues escoles universitàries i la creació del Centre d'Estudis Virtuals i d'Extensió Universitària. El curs 2003-2004 es va inaugurar el campus de Sant Julià de Lòria, que va permetre reunir els tres centres en un mateix edifici, i l'any 2010 es va completar l'adaptació de les titulacions a l'Espai Europeu d'Ensenyament Superior. La Universitat d'Andorra està integrada pel Centre de Ciències de la Salut i de l'Educació, el Centre d'Estudis Empresarials i Tecnològics i el Centre d'Estudis Virtuals i d'Extensió Universitària.
El curs 2018-2019, la Universitat d'Andorra va celebrar el seu 30è aniversari amb el tancament d'una Càpsula del temps amb documentació i objectes quotidians de l'any 2018, que no es podrà obrir fins al curs 2088-2089, coincidint amb el seu centenari.
La Universitat d'Andorra és membre de la Xarxa Vives d'Universitats i de l'Associació d'Universitats Europees. El 67,8 % dels seus alumnes són dones.
Les formacions reglades presencials d'ensenyament superior de la Universitat d'Andorra segueixen les directrius de l'Espai Europeu d'Ensenyament Superior (EEES).

## Oferta d'estudis universitaris[7]
Les titulacions de primer cicle universitari que s'imparteixen a la Universitat d'Andorra són bàtxelors (graus) de 180 crèdits europeus, estructurats en tres anys acadèmics, principalment en els àmbits tecnològic, empresarial, sanitari i educatiu. Tots ells estan adaptats a les directrius de l'Espai Europeu d'Educació Superior (EEES) i són reconeguts en els països que en formen part.

### Estudis presencials[9]
- Bàtxelor en Administració d'empreses
- Bàtxelor en Ciències de l'educació
- Bàtxelor en Infermeria
- Bàtxelor en Informàtica
- Bàtxelor d'especialització en infermeria obstetricoginecològica, llevador/a[10]

### Estudis virtuals[11]
- Bàtxelor en Administració d'empreses
- Bàtxelor en Comunicació
- Bàtxelor en Dret
- Bàtxelor en Informàtica
- Bàtxelor en Llengua catalana
- Màster en Dret

### Formació continuada[12]
- Dret andorrà
- Història econòmica de l'Andorra contemporània
- L'entorn comunicatiu d'Andorra
- Llengua i literatura a Andorra i als Pirineus
- Patrimoni cultural d'Andorra
- Aula Lliure